# Lê Mộng Nguyên
Lê Mộng Nguyên (5 tháng 5 năm 1930 – 19 tháng 5 năm 2023) là tác giả ca khúc nổi tiếng Trăng mờ bên suối. Ông còn là giáo sư, tiến sĩ Luật và Khoa Học Chính trị, được bầu vào Hàn lâm Viện Khoa học Hải ngoại của Pháp. Ngoài ra, Lê Mộng Nguyên còn viết văn và làm thơ.

## Tiểu sử
Lê Mộng Nguyên sinh ngày 5 tháng 5 năm 1930, tại Phú Xuân, Huế. Lê Mộng Nguyên dùng tên thật cho hầu hết các sáng tác, đôi khi ông dùng một bút danh khác là Yên Hà hoặc Lan Đào. Ông là con trai áp út của một gia đình nho giáo, điền chủ ở tỉnh Thừa Thiên. Cha ông tên Lê Viết Mưu, mẹ là bà Hồ Thị Ngô. Ông bà có bảy người con, trong đó Lê Mộng Hoàng, anh của Lê Mộng Nguyên là một đạo diễn điện ảnh nổi tiếng.
Lúc nhỏ, Lê Mộng Nguyên bắt đầu đi học ở trường làng Phú Xuân, rồi vào học trường Tiểu học (École Primaire) Chaigneau ở Huế. Sau đó ông thi tuyển vào trường trung học Khải Định và là một trong ba người đỗ đầu, được Chính phủ cấp học bổng. Ông học ở đó từ 1943 đến khi thi Tú tài năm 1950. Lê Mộng Nguyên làm thơ, nhạc và viết văn từ thuở nhỏ, lúc 9 tuổi khởi sự làm thơ và có nhiều bài được đăng trong nội san của trường trung học Khải Định với bút danh Yên Hà.
Năm 15 tuổi, trong một cuộc thi Văn chương Học sinh trường Trung học, ông viết một bài về Phan Đình Phùng và đạt giải thưởng Hoàng Đế Bảo Đại, năm đó ông cũng sáng tác ca khúc đầu tay "Xuân Tươi" (dưới bút hiệu Lan Đào), được báo ‘’Quốc gia’’ đăng trong ‘’Đặc San Mùa Xuân’’. Năm 18 tuổi Lê Mộng Nguyên đã được cấp thẻ nhà báo, cộng tác cùng nhiều tờ báo khi đó: Phật giáo Văn Tập, Quốc gia, Việt Nam Tân Báo, Đường Mới.
Năm 1950, sau khi tốt nghiệp Tú tài toàn phần tại Việt Nam, Lê Mộng Nguyên sang Pháp du học, được ông Nguyễn Khoa Nam bảo lãnh tại Paris. Ban đầu ông muốn theo học hòa âm tại Trường âm nhạc Paris nhưng sau đó bỏ ý định, quay sang học luật tại Khoa luật và Khoa học Kinh tế Đại học Paris 1 Panthéon Sorbonne (Faculté de Droit et de Sciences Economiques).
Năm 1954, Lê Mộng Nguyên tốt nghiệp cử nhân Luật. Từ năm 1955 tới năm 1958, ông được mời làm tùy viên kinh tế và xã hội cạnh Tòa đại sứ Việt Nam tại Paris (Attaché économique et social près l'Ambassade du Vietnam à Paris) dưới quyền của đại sứ Việt Nam Phạm Duy Khiêm. Sau đó ông quay lại trường đại học và thi đậu cuộc thi để được hành nghề luật sư. Năm 1962, ông đậu Tiến sĩ quốc gia (Doctorat d'État) với ba bằng cao học về Droit public, Droit privé và Sciences Politiques. Sau khi thôi hành nghề luật sư, năm 1967, Lê Mộng Nguyên dạy luật Hiến pháp (Droit constitutionnel) và Khoa học Chính trị (Sciences politiques) tại trường Đại học thành phố Besançon, miền Đông nước Pháp. Năm 1985 ông quay lại Paris và giảng dạy tại Đại học Paris 8 Saint Denis đến khi về hưu năm 1997. Trong thời gian đó, ông cũng sáng tác nhiều ca khúc, nhưng không phổ biến. Tuy ít tham gia vào sinh hoạt của cộng đồng người Việt tại Pháp, nhưng ông cũng đã ký tên ủng hộ việc cứu trợ nạn thuyền nhân vượt biển. Sau khi về hưu, ông cộng tác với vài báo chí Việt tại hải ngoại, trong đó có nguyệt san Nghệ thuật của nhạc sĩ Lê Dinh và Hồn Việt của ký giả Vương Huyền.
Lê Mộng Nguyên thành hôn với Nicole Moulin, một phụ nữ người Pháp vào ngày 8 tháng 1 năm 1959. Trước đó hai năm, họ gặp nhau sau một cuộc biểu tình tại quận La Tinh Paris. Hai người không có con. Ông cũng chưa từng về lại Việt Nam từ khi đi du học năm 1950.
Ông qua đời vào ngày 19 tháng 5 năm 2023 tại Pháp và đã được hỏa thiêu 9 ngày sau đó.

### Hội viên Hàn lâm Viện Khoa học Hải ngoại Pháp
Ngày 5 tháng 12 năm 1997, Lê Mộng Nguyên được bầu vào Hàn lâm Viện Khoa học Hải ngoại (Académie des Sciences d'Outre-Mer) của Pháp, thay thế cho Cựu Hoàng Bảo Đại. Người được bầu vào Hàn Lâm Viện này phải có những tác phẩm được xuất bản, những công trình nghiên cứu đáp ứng đường lối của hàn lâm viện trong công cuộc phát triển văn hóa, khoa học, kinh tế, kỹ thuật hay nhân loại của những quốc gia hải ngoại trong khối Pháp. Lê Mộng Nguyên là người Pháp gốc Việt đầu tiên được bầu làm hội viên chính thức (membre titulaire), có thể được bầu làm chủ tịch Hàn Lâm Viện này và có quyền bầu để chọn người vào làm hội viên. Trước đó, đã có một số người Việt làm hội viên liên lạc (membre correspondant) như Phạm Quỳnh, Phạm Duy Khiêm, Nguyễn Tiến Lãng; hội viên cộng tác (membre associé) Thái Văn Kiểm. Cựu Hoàng Bảo Đại cũng là hội viên chính thức tự do (membre titulaire libre), có nghĩa là hội viên thực thụ không thuộc ban (section) nào cả nhưng có quyền bỏ phiếu hay tranh cử bất cứ chức vụ nào của Hàn Lâm Viện.

## Sự nghiệp âm nhạc
Lê Mộng Nguyên tự học nhạc từ khi còn nhỏ, học đánh đàn mandoline với một người bạn học cùng lớp, sau đó có học guitar và violon. Ông sáng tác ca khúc đầu tay Xuân tươi vào năm 15 tuổi ký tên Lan Đào. Bài nhạc Mừng Khánh Đản đã được Thượng tọa Minh Châu nhờ Lê Mộng Nguyên sáng tác vào năm 1948 nhân dịp khánh thành Chùa Từ Đàm.
Nhạc phẩm nổi tiếng nhất của Lê Mộng Nguyên Trăng mờ bên suối được viết ngày 13 tháng 11, năm 1949 khi ông mới 19 tuổi. Trăng mờ bên suối nói lên nỗi lòng của tác giả khi nhớ người yêu, nhớ sông Hương núi Ngự trước khi lên đường sang Pháp du học vào năm 1950. Trong một bức thư trả lời một người bạn, Lê Mộng Nguyên viết: "Bài trăng mờ bên suối viết ngày 13 tháng 11 năm 1949 (tôi còn giữ bản thảo), một buổi chiều không mưa ở nhà một mình tôi ở Huế (đường Gia Long), với cây lục huyền cầm Y Pha nho, vừa nhạc vừa lời song song với nhau, rất mau lẹ (từ 20 đến 30 phút là xong), trong một cuốn vở có phân ly (papier millimétré) đầy ký chú những bài học Lý Hóa ở trường Khải Định". Lời hát của Trăng mờ bên suối cổ điển và sang trọng, khá giống với Suối mơ của Văn Cao:
Người hẹn cùng ta đến bên bờ suối
Rừng chiều mờ sương ánh trăng mờ chiếu
Một đêm thiết tha rồi đây xa cách
Rồi đây hai ngả biết tới phương nào...
Suối mơ... lời hẹn ước ven bờ suối xưa
Nhớ chăng... người phương xa trong khói điêu tàn
Suối ơi... vờn theo bóng trăng vàng ngày xanh
Nào những lúc trên thuyền say sưa
Nhìn trăng vừa lên, ai hay chia lìa
Sương khói biên thùy hiu hắt người đi xa trường sa...
Tuy được viết vào cuối năm 1949, nhưng Trăng mờ bên suối được xem như một ca khúc tiền chiến và đã trở thành bất hủ của tân nhạc Việt Nam. Nhạc sĩ, ca sĩ Thu Hồ là người hát Trăng mờ bên suối đầu tiên trên đài phát thanh Pháp Á năm 1949.
Lê Mộng Nguyên cũng là nhạc sĩ Việt Nam đầu tiên sáng tác về Huế, miền Trung, ca tụng nơi ông đã sinh ra và lớn lên. Ngoài những nhạc phẩm có tính cách tranh đấu như Vó ngựa giang hồ (1949), hay Mùa lúa mới và Trường ca Quân tiến, từ thời thiếu niên Lê Mộng Nguyên đã sáng tác nhiều ca khúc lãng mạn "để tiếp theo hứng cảm của các tác giả mà ông yêu chuộng như Văn Cao, Đặng Thế Phong...". Từ ngày sang Pháp học, ông viết các bản nhạc nói lên nỗi nhớ quê hương như Xuân tha hương, Lá thư cho mẹ, Trời Âu... Lê Mộng Nguyên cũng viết bản Bụi đời, Người đã trở về cho bộ phim Bụi đời do anh trai ông là Lê Mộng Hoàng đạo diễn năm 1957.
Khoảng 1990, tại Việt Nam, một tuyển tập nhạc Phật giáo gồm 25 bài do Lê Mộng Nguyên viết trước năm 20 tuổi đã được Giáo hội Phật giáo Việt Nam xuất bản.

## Tác phẩm

### Âm nhạc
- Bài Thơ Huế
- Bên Dòng Sông Seine
- Bụi Đời
- Chiều Thu
- Chiều Vàng Bến Chợ Đông Ba
- Chiều Vàng Năm Xưa
- Cô Gái Huế
- Đôi Mắt Nhung
- Gia đình Thân Ái
- Giao Mùa
- Hoàng Hoa Thôn
- Hướng Phật Đài
- Kiếp Giang Hồ
- Lá Thư Cho Mẹ
- Ly Hương
- Ma Vie Sans Toi (Đời Không Có Em)
- Mơ Đà Lạt
- Một Chiều Thương Nhớ
- Mưa Huế
- Mùa Lúa Mới
- Mừng Khánh Đản
- Người Đã Trở Về
- Nhớ Huế
- Quê Tôi
- Trái Tim Đau
- Lời Cuối Của Anh
- Hồi Hướng
- Tìm Lại Ngày Xưa
- Thề Non Nước (Thơ Tản Đà)
- Thu Sầu
- Thu Trên Sông Seine
- Tìm Lại Ngày Xưa
- Trăng Mờ Bên Suối
- Trời Âu
- Trọng Thủy Mỵ Châu
- Trường Ca Quân Tiến
- Về Chơi Thôn Vỹ
- Việt Nam Thắm Tươi
- Vó Ngựa Giang Hồ
- Xuân Tha Hương
- Xuân Về Nhớ Mãi Quê Hương
- Xuân Tươi
- Nhớ Cha
- Nhung Nhớ
- Em Cho Anh Tình Yêu
- Hòa nhịp yêu thương
- Giao Mùa
- Soi Gương
- Yêu anh em làm thơ
- Bến Đời Không Ước Hẹn

### Các tác phẩm khác
- La Constitution de la Vème République de Charles de Gaulle à François Mitterrand (4ème édition, 1994, Ed. STH)

Hiến pháp đệ Ngũ cộng hòa từ Charles de Gaulle tới François Mitterrand
- Les systèmes politiques démocratiques contemporains (4ème édition, 1994, Ed. STH)

Những hệ thống chính trị dân chủ cận đại
- Initiation au droit (1996, Ed. L'Hermès)

Hành trình đi vào luật pháp
- La Constitution de 1958 (1996, ed. L'Hermès)

Hiến pháp 1958
- Le Budget de l'Etat (1997, ed. L'Hermès)

Ngân Quỹ Quốc gia
- Finances Publiques (1997, ed. L'Hermès)

Tài chính Công Cộng
- Bốn sách tổng hợp: Les agglomérations urbaines dans les Pays du Tiers Monde (1971, ed. de l'Institut de Sociologie, Bruxelles, Bỉ)

Vùng thành thị trong các quốc gia đệ Tam thế giới
- Le Vietnam au temps présent (1992, Đường Mới)

Xứ Việt Nam đương thời
- Đảng Cộng sản trước thực trạng Việt Nam (1994, Đường Mới)
- Những Vấn đề Cấp Thiết của Việt Nam" (1995, Tiếng Gọi Dân tộc xuất bản)
- Tập thơ Đời Không Có Em (1998)

Cùng hơn một trăm bài xã viết về Hiến pháp và Dân Chủ cho nhiều tạp chí Âu châu tiếng tăm.